# Liz Lieu
Liz Lieu, née le 2 août 1974, est une joueuse de poker vietnamienne, vivant à Los Angeles (Californie).

## Biographie
Liz Lieu a entre 2005 et 2011 fait 32 places payées sur les tournois du circuit professionnel.
En septembre 2007, Liz devient ambassadrice de la salle de poker en ligne Chilipoker, jusqu'à la fin de Chilipoker, lorsque l'ARJEL retire son agréement de poker en ligne en 2012.
Egérie féminine, elle a fait la une de plusieurs magazine de poker : Woman Poker Player, Poker Player, World Poker Tour, Flush, Maximal, Poker Pro Europe.
En 2009, elle est apparue dans le film hong kongais Poker King dans son propre rôle.
Fin 2018, elle cumule plus de 794 000 dollars de gain en tournois live.